# Бондари (Чернухинский район)
Бондари́ (укр. Бондарі) — село,
Харсикский сельский совет,
Чернухинский район,
Полтавская область,
Украина.
Код КОАТУУ — 5325185403. Население по переписи 2001 года составляло 232 человека.

## Географическое положение
Село Бондари находится в 2,5 км от левого берега реки Многа,
на расстоянии в 1,5 км от села Нехристовка и 2,5 км от села Харсики.
По селу протекает пересыхающий ручей с запрудой.